# 旗一兵
旗 一兵（はた いっぺい、1908年11月3日 - 1988年10月28日）は、昭和期に活躍した日本のテレビプロデューサー、映画評論家、演劇評論家、雑誌編集者、新聞記者。フジテレビプロデューサー、吉本興業企画課長、東京日日新聞社（現・毎日新聞）芸能部記者、日本移動演劇連盟劇団課長、キネマ旬報社編集者などを務めた。本名は金田福太郎。

## 人物・経歴
1908年（明治41年）11月3日生まれ。東京府東京市芝区（現在の東京都港区）高輪出身。
1931年（昭和6年）、立教大学文学部卒業
。学生時代から映画や演劇の研究を行い、大学在学中の1929年（昭和4年）には立教大学雑誌部出版の『立教大学文学』に「発声映画に関する常識」と題する論評を発表している。
その後、東京日日新聞社（現・毎日新聞）芸能部に入社し、芸能を担当。雑誌「新喜劇」の同人にもなった。
1938年（昭和13年）には、吉本興業に移り、企画課長に就任。
1944年（昭和19年）に、日本移動演劇連盟劇団課長に就任。
戦後となり、キネマ旬報社の「スクリーン・アンド・ステージ」の編集責任者を務めた。
1959年（昭和34年）、フジテレビの開局とともにプロデューサーとして入社。「笑えば天国」などの公開喜劇番組を手がけた。

## 主な著作
- 『リンゴ園の少女』ポプラ社 1952年12月
- 『お嬢さん社長』ポプラ社 1954年
- 『花の春秋 ―長谷川一夫の歩んだ道―』文陽社 1957年
- 『喜劇人廻り舞台 ―笑うスタア五十年史―』学風書院 1958年
- 『現代テレビ講座 テレビテクニック篇 第4巻』並河亮,柳原良平,旗一兵ほか 共編 ダヴィッド社 1960年